# سید ایرلند
سید ایرلند (انگلیسی: Sid Ireland؛ ۱۸۸۹ – Unknown) یک بازیکن فوتبال اهل بریتانیا بود.
از باشگاه‌هایی که در آن بازی کرده‌است می‌توان به باشگاه فوتبال مرثر تاون، باشگاه فوتبال منچستر یونایتد و باشگاه فوتبال ساوت‌همپتون اشاره کرد.